# Jelgava distrikt
Jelgava distrikt (lettiska: Jelgavas rajons) var till 2009 ett administrativt distrikt i Lettland, beläget i den västra delen av landet, cirka 40 kilometer från huvudstaden Riga. Distriktet angränsar med distrikten Riga i norr, Bauska i öster och Dobele i väster.
Den största staden är Jelgava med 62 000 invånare.